# Offiziersbursche

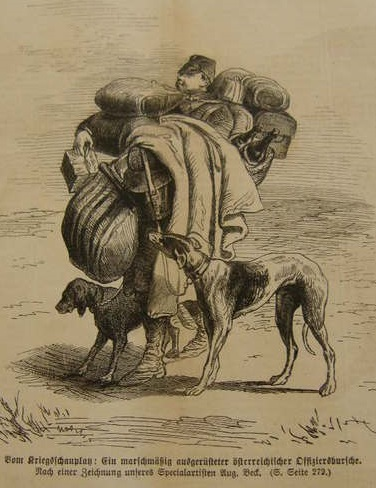
Eine Karikatur aus dem Deutsch-Dänischen Krieg: „Ein marschmässig ausgerüsteter österreichischer Offiziersbursche“

Die Offiziersburschen (offiziell Offizierburschen) waren im Heer des Deutschen Kaiserreichs Soldaten im aktiven Dienst, die den Offizieren aller Grade, Ärzten und Zahlmeistern zur persönlichen Bedienung überwiesen waren. Sie durften nicht Gefreite sein. Jeder Offizier erhielt nur einen Offizierburschen.
In Österreich-Ungarn Offiziersdiener, (intern bei den österreichischen Offizieren auch Putzfleck oder Pfeifendeckel), genannt. Sie zählten nicht zu den Kombattanten, sondern waren ausgehoben zum Dienst ohne Waffe.
Die Aufstellung der Reichswehr in der Weimarer Republik hatte das Ende der Offizierburschen in Deutschland zur Folge. Teile ihrer Aufgaben übernahmen die zum Aufwartungsdienst eingeteilten Soldaten.

## Geschichte
Bereits die Ritter des Mittelalters kannten den Schildknappen als jemanden, der sich vom untersten Ende der militärischen Leiter hochzudienen hatte. Dieser entstammte jedoch dem Adel und war quasi ein Ritter in Ausbildung. Ihm oblag bspw. die Pflege der Waffen seines Herrn und Lehrmeisters, teilweise aber auch die Aufwartung bei Tisch, sofern letzteres nicht ein (Edel-)Page übernahm. Für die Ausführung von schmutzigen und körperlich anstrengenden Arbeiten waren dagegen einfache nichtadlige Knechte bestimmt.
Mit der Herausbildung des frühmodernen Heerwesens erhielten die Angehörigen des neuen Offiziersstandes besondere Bedienstete. Teilweise waren dies von ihnen selbst zu entlohnende, private Leib- und Kammerdiener, teilweise aber auch Soldaten, die aus der Kompaniekasse besoldet wurden. Dazu zählten die Trabanten, die vor allem als Leibwächter fungierten, und mehr noch die sog. Leibschützen, die aus den hochherrschaftlichen Büchsenspannern hervorgegangen waren. Ab Ende des 18. Jahrhunderts entwickelten sich zudem die ehemaligen Gehilfen der Fouriere, die Fourierschützen, immer mehr zu bloßen Offiziersdienern, blieben aber, wie die Leibschützen und Trabanten, stets Soldaten. Diese Angehörigen des Soldatenstandes waren die eigentlichen Offiziersburschen.

## Aufgaben
Im Deutschen Kaiserreich begann die Wehrpflicht mit 17 Jahren, der aktive Dienst begann mit dem vollendeten 20. Lebensjahr und dauerte zwei Jahre bei der Infanterie und drei Jahre bei der Kavallerie.

„Der Offizier hat bekanntlich einen Burschen, das heißt einen Soldaten als Diener zu seiner persönlichen Verfügung. Soweit der betreffende Offizier dienstlich beritten ist, also vom Hauptmann an aufwärts, hat er deren sogar zwei. Der zweite hat lediglich auf das Pferd aufzupassen und es zu pflegen. [auch Reitbursche genannt, Anm. d. V.] Jeder Bursche muss ein Jahr an der Front dienen [gemeint ist der gewöhnliche militärische Drill, Anm. d. V.] und dient das zweite Jahr als Bursche. Ein Posten, der sehr gesucht ist. Diese Männer sind im Allgemeinen dienstfrei und werden nur dreimal in der Woche, entweder am Vormittag oder nachmittags herangezogen, damit sie nicht zu fett werden und nicht alles Gelernte wieder vergessen.“

Gegenüber dem Offizier, der sich seinen Burschen auswählte, bestand in der Regel ein Treueverhältnis bis hin zur Intimität. Erwartet wurde unbedingte Loyalität bis hin zur aufopferungsvollen Hingabe für den Dienstherrn. Die Regimentsgeschichten des 19. und des beginnenden 20. Jahrhunderts sind voll mit Berichten, in denen der Bursche seinen Herrn trotz Lebensgefahr nicht verlassen hat, bzw. beim Bergen des Dienstherrn selbst gefallen ist.

„Bursche zu sein ist eine besondere Vertrauensstellung. Nur wen der Hauptmann für besonders treu, zuverlässig, ordentlich, selbstständig und ehrlich hält, wird er zum Burschen bestimmen.“

 Zu seinen täglichen Aufgaben gehörten das Reinigen und Pflegen von Uniform und Waffen, Besorgungs- und Botengänge, das tägliche Reiten des Dienstpferdes, sofern der Offizier nicht dazu kam, das Reinigen des Pferdestalles und die Pflege und Fütterung des Tieres, das Bereitstellen des entsprechenden Anzuges für Paraden, Kirchgang oder Vorgesetzte, die Organisation des Tagesablaufes. Offiziersburschen bekleideten zwar die geringste Dienststellung innerhalb der Streitkräfte, hatten aber in ihrem Offizier einen potenten Fürsprecher und genossen daher auch eine gewisse Freiheit.

## Rezeption
Berühmt geworden ist die Funktion des „Putzflecks“ durch Jaroslav Hašeks Titelfigur des Romans Der brave Soldat Schwejk (1920–1923) und die folgenden Theaterstücke und Verfilmungen. Im Film Kaisermanöver von 1954 spielte Josef Meinrad einen „Pfeifendeckel“ genannten Offiziersdiener.